# Sabroom
Sabroom là một thị xã và là một nagar panchayat của quận South Tripura thuộc bang Tripura, Ấn Độ.

## Nhân khẩu
Theo điều tra dân số năm 2001 của Ấn Độ, Sabroom có dân số 5766 người. Phái nam chiếm 52% tổng số dân và phái nữ chiếm 48%. Sabroom có tỷ lệ 82% biết đọc biết viết, cao hơn tỷ lệ trung bình toàn quốc là 59,5%: tỷ lệ cho phái nam là 86%, và tỷ lệ cho phái nữ là 78%. Tại Sabroom, 11% dân số nhỏ hơn 6 tuổi.